# 466 Tisiphone
466 Tisiphone eller 1901 FX är en asteroid i huvudbältet, som upptäcktes den 17 januari 1901 av den tyske astronomen Max Wolf och den italienske astronomen Luigi Carnera. Den är uppkallad efter Tisiphone i den grekiska mytologin.
Asteroiden har en diameter på ungefär 95 kilometer och den tillhör asteroidgruppen Cybele.